# أزيثرومايسين
أزيثرومايسينأو أزيتروميسين (بالإنجليزية: Azithromycin)‏ هو مضاد حيوي من مجموعة الماكروليد يُستخدم لعلاج عدد من العداوى البكتيرية، والتي تشمل التهاب الأذن الوسطى، والتهاب البلعوم العقدي، وذات الرئة، وإسهال المسافرين، وبعض الالتهابات المعوية الأخرى. ويمكن أيضًا استخدامه لعدد من الأمراض المنقولة جنسيًا بما في ذلك عداوى الكلاميديا والسيلان. يُمكن أيضًا استخدامه لمكافحة الملاريا، جنبًا إلى جنب مع أدوية الأخرى. يمكن أن يؤخذ عن طريق الفم أو عن طريق الوريد بجرعة واحدة يوميًّا.
تشمل الأعراض الجانبية الشائعة الغثيان، والتقيؤ، والإسهال واضطراب المعدة. يُحتمل ظهور تفاعل أرجيّ أو نوع من الإسهال الناجم عن المطثية العسيرة. لم يظهر أي ضرر باستخدامه خلال فترة الحمل. لم يتم التأكد من سلامة استعماله أثناء فترة الرضاعة الطبيعية، ولكن من الأرجح ان استخدامه آمن. الأزيتروميسين هو أزاليد، نوع من أنواع الماكروليدات. يعمل الأزيتروميسين عن طريق خفض إنتاج البروتين، وبالتالي وقف نمو البكتيريا.
في عام 2013م، أصدرت هيئة الغذاء والدواء الأمريكية (FDA) تحذير طبي بشأن استخدامه لأنه أبدى خطورة محتملة على أنظمة القلب، وبسبب تأثيره المباشر على ضربات القلب التي قد تسبب مشاكل مميتة للمرضى. وأشار العلماء إلى أنه من الممكن أن يسبب تغيرات شاذة في الفاعلية الكهربائية للقلب التي قد تطيل من الفاصلة كيو تي، مسببة اضطراب نظم نادر بالقلب.
أُنتج الأزيتروميسين للمرة الأولى عام 1980. يتواجد الأزيتروميسين في قائمة منظمة الصحة العالمية للأدوية الأساسية، وهي قائمة بأهم الأدوية التي يحتاجها نظام رعاية صحية أساسي. وهو متوفّر كدواء مكافئ ويُباع تحت أسماء تجارية عديدة في جميع أنحاء العالم. تصل تكلفة الجملة في الدول النامية إلى حوالي 0.18 حتى 2.98 دولار أمريكي للجرعة. أما في الولايات المتحدة فيكلّف حوالي 33 دولار أمريكي لدورة من العلاج.

## استخدامات طبية
يُستخدم الأزيثرومايسين لعلاج العديد من العداوى المختلفة، بما في ذلك:
- الوقاية والعلاج لسَورَة (تفاقم) بكتيرية حادة لداء الانسداد الرئوي المزمن بسبب المستدمية النزلية، أو الموراكسيلا النزلية، أو المكورة الرئوية. في كل مريض يجب النظر إلى فوائد الوقاية طويلة الأمد مقابل الخطر لظهور أعراض جانبية قلبية وعائية أو أعراض جانبية أخرى.[12]
- التهاب الجيوب الأنفية البكتيري الحاد بسبب المستدمية النزلية، أو الموراكسيلا النزلية، أو المكورة الرئوية. على كل حال، يُفضَل استعمال غيره من الأدوية مثل الأموكسيسيللين/حمض الكلافولانيك.[13][14]
- ذات الرئة المكتسبة من المجتمع بسبب المتدثرة الرئوية، أو المستدمية النزلية، أو المفطورة الرئوية، أو المكورة الرئوية.[15]

### الجراثيم الحسّاسة

#### الجراثيم الهوائية إيجابية الغرام
- المكورات العنقودية الذهبية (فقط الحساسة للميثيسيلين)
- العقديات الرئوية
- العقديات من الزمر (C, F, G)
- العقديات المسببة لانقطاع الحليب
- العقديات المقيحة
- العقيدات المخضرة

#### الجراثيم الهوائية سلبية الغرام
- المستدمية الدوكريه
- المستدمية النزلية
- الموراكسيللا النزلية
- النيسيرية السيلانية
- البوردتيلا الشاهوقية
- الليجيونيلا الرئوية

#### عضويات أخرى
- المتدثرة الرئوية
- المتدثرة الحثرية
- الميكوبلازما الرئوية
- يوريا بلازما يوريا ليتيكوم

#### العضويات اللاهوائية
- العقديات الهضمية
- بريفوتيلا بفيا

## حركيته
تركيزه في الأنسجة أعلى من تركيزه في المصل، وذلك في الأنسجة التالية: العظام، البروستات، المبيض، المبيض، الرحم، المعدة، الكبد، المرارة.

## آلية التأثير
تمنع macrolid-antibiotica عملية تصنيع البروتين في طور تطويل سلسلة البروتين على الريبوزوم وذلك بارتباطها بتحت الوحدة-50S في ريبوزوم البكتيريا. وبارتباطها فإنها تحصر الإزفاء، أي تطويل البيبتيديل ترانسفيراز من موضع المستقبل إلى موضع المانح. وبذلك يصار إلى قطع تصنيع البروتين قبل أوانه ومنه إلى الأثر الكابح للجراثيم. للأزيثرومايسين تأثير أسوأ على الجراثيم موجبة الجرام ولكن تأثير أفضل من المكرليدات على الجراثيم سالبة الجرام. وما يميز مادته الفعالة هو فترة المكوث الطويلة في الأنسجة، أي الحلق والمجاري التنفسية. وكذلك فهو يخصب في خلايا المناعة ويهدم ببطء. والفائدة من هذه الميزة هي أن المريض يأخذ الدواء فقط لثلاثة أيام إلا أن تأثيره يدوم لأربعة أيام تالية. وبذلك يقلل الأثر السلبي على جهاز العظم.

## الاستعمال

### البالغين
1. التهاب البلعوم/التهاب اللوزتين: الناتج عن العقديات المقيحة، أو العقديات المسببة لانقطاع الحليب.
2. التهاب الإحليل والتهاب عنق الرحم: الناتجة عن المتدثرة الحثرية أو النيسيرية البنية.
3. التقرحات التناسلية عند الرجال.

### الأطفال
1. التهاب الأذن الوسطى الحاد: الناتج عن المستدمية النزلية، الموراكسيلة النزلية، العقديات الرئوية.
2. التهاب البلعوم/التهاب اللوزتين: الناتج عن العقديات المقيحة، كعلاج بديل للمرضى الذين لا يستطيعون استعمال البنسلين حقن عضلي.

## مضادات الاستطباب
- للمرضى الذين لديهم فرط حساسية تجاه الأزيثرومايسين أو مضادات الجراثيم من زمرة الماكروليدات.
- لا يعطى مع مشتقات الأرغوت.
- لا يعطى لمرضى الكبد.

## الاحتياطات والتحذيرات
- حالات نادرة من الوذمة الوعائية العصبية والتأق. (فرط حساسية)
- يجب مراقبة علامات الإنتان الإضافي بالبكتيريا غير الحساسة للدواء بما فيها الفطور، كما قد يحدث التهاب غشاء القولون الكاذب تتراوح شدته بين الخفيف والمهدد للحياة، لا يجب الانتباه لحدوث إسهال مع استعمال الدواء.

### القصور الكلوي
لا داعي لتعديل الجرعة عند مرضى القصور الكلوي الخفيف، ولكن يجب الحذر بحالة القصور الكلوي الشديد.

### القصور الكبدي
يجب الانتباه عند أخذ الدواء في هذه الحالة.

### الحمل والإرضاع
في الحمل: يصنف من المجموعة B، يستعمل فقط بإشراف الطبيب وفي الحالات القصوى.
في الإرضاع: يستعمل فقط بإشراف الطبيب وفي الحالات القصوى.

## التداخل الدوائي
1. مضادات الحموضة: يجب أخذه قبل أو بعد ساعتين على الأقل من مضادات الحموضة.
2. السيكلوسبورين: يؤخذ بحذر بحالة الضرورة، كما يجب مراقبة مستواه في المصل عند استعماله معه، لذلك يجب تعديل الجرعة.
3. الديجوكسين: لم يلاحظ تداخل معه، ولكن يجب أن يوضع احتمال ارتفاع مستوى الديجوكسين في المصل.
4. مشتقات الإرغوت: يمنع استعماله معها.

## الآثار الجانبية
- هو جيد التحمل، ومعظمها خفيفة إلى متوسطة الشدة، وغالبها هضمية المنشأ: غثيان، انزعاج هضمي (ألم، مغص)، إقياء، نفخة، إسهال.
- أحياناً: ارتكاس تحسسي كالطفح، فرط حساسية شديدة، انخفاض في تعداد العدلات العابر.